# Victor-Joseph Étienne de Jouy

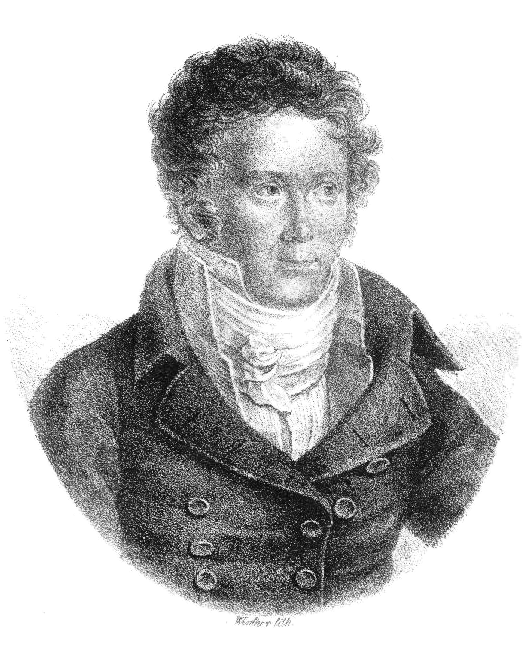
Victor-Joseph Étienne de Jouy

Victor-Joseph Étienne de Jouy (* 19. Oktober 1764 in Versailles; † 4. September 1846 in Saint-Germain-en-Laye) war ein französischer Soldat, Politiker, Schriftsteller und Librettist.
De Jouy ergriff zuerst die Militärkarriere, reiste dann in Südamerika (Guayana) als Soldat und focht später in Ostindien unter Tippu Sahib.
1790 ins Vaterland zurückgekehrt Offizier der Revolutionsarmee, machte er die ersten Revolutionskriege mit, flüchtete, des Verrats beschuldigt und dafür zum Tod verurteilt, 1794 in die Schweiz, kehrte nach dem Sturz Maximilien de Robespierres nach Frankreich zurück, gab 1797 den militärischen Stand auf und widmete sich der Literatur.
Zuerst eifriger Parteigänger der Restauration, trat er bald in die liberale Partei über, war während der Julirevolution Maire von Paris, dann Bibliothekar des Louvre.
Seit 1815 war er Mitglied der Académie française. Bekannt sind seine Operntexte:
- Milton (1804), La vestale (1807) und Fernand Cortez (1809), beide von Gaspare Spontini komponiert
- Les Amazones (1812), von Étienne-Nicolas Méhul
- Les Abencérages (1813), von Luigi Cherubini
- Guillaume Tell (1829), von Gioachino Rossini komponiert

Seine Tragödie Sylla (1824) hatte großen Erfolg, weniger seine übrigen Lustspiele, Vaudevilles, Tragödien etc., von denen einige nicht aufgeführt wurden.
Von seinen prosaischen Schriften ist die berühmteste L’hermite de la Chaussée d’Antin etc. (Paris 1812–1814, 5 Bde.), eine Schilderung französischer Sitten aus dem Anfang des 19. Jahrhunderts, während die weiteren, unter dem Titel L’hermite etc. veröffentlichten Sittenschilderungen an vielen Ungenauigkeiten und mangelhaftem Stile leiden.
Seine Œuvres complètes veröffentlichte er selbst (Paris 1823–1828, 27 Bde.). Er hat außerdem an vielen Zeitschriften und an der Biographie nouvelle des contemporains mitgearbeitet.